# Hoplodrina
Hoplodrina är ett släkte av fjärilar som beskrevs av Charles Boursin 1937. Hoplodrina ingår i familjen nattflyn.

## Dottertaxa tillHoplodrina, i alfabetisk ordning[1][2]
- Hoplodrina albescens
- Hoplodrina alsines, Synonym till Hoplodrina octogenaria

- Hoplodrina alsines melendezi

- Hoplodrina alsinides
- Hoplodrina ambigua, Ljusringat lövfly
- Hoplodrina amurensis
- Hoplodrina arenata
- Hoplodrina atlantis
- Hoplodrina benesignata
- Hoplodrina bimaculata
- Hoplodrina blanda, Maskroslövfly

- Hoplodrina blanda robusta

- Hoplodrina brunnescens
- Hoplodrina centralasiae
- Hoplodrina centrifasciata
- Hoplodrina clausa
- Hoplodrina confluens
- Hoplodrina conspicua
- Hoplodrina egens
- Hoplodrina elegans
- Hoplodrina euryptera
- Hoplodrina fusca
- Hoplodrina grisescens
- Hoplodrina guttilinea
- Hoplodrina hesperica
- Hoplodrina hilaris
- Hoplodrina implacata
- Hoplodrina juncta
- Hoplodrina levis
- Hoplodrina marginepicta
- Hoplodrina noguera, Synonym till Lasionhada proxima
- Hoplodrina obscura
- Hoplodrina ochrea
- Hoplodrina octogenaria, Gulbrunt lövfly
- Hoplodrina pallidior
- Hoplodrina pfeifferi
- Hoplodrina placata
- Hoplodrina plantaginis
- Hoplodrina protensa
- Hoplodrina pseudambigua
- Hoplodrina redacta
- Hoplodrina respersa, Radprickigt lövfly

- Hoplodrina respersa albirespersa
- Hoplodrina respersa poncebosi

- Hoplodrina rufescens
- Hoplodrina sanildefonsensis
- Hoplodrina sericea
- Hoplodrina sordida
- Hoplodrina straminea
- Hoplodrina suffusa
- Hoplodrina superstes
- Hoplodrina taraxaci
- Hoplodrina uniformis

## Bildgalleri

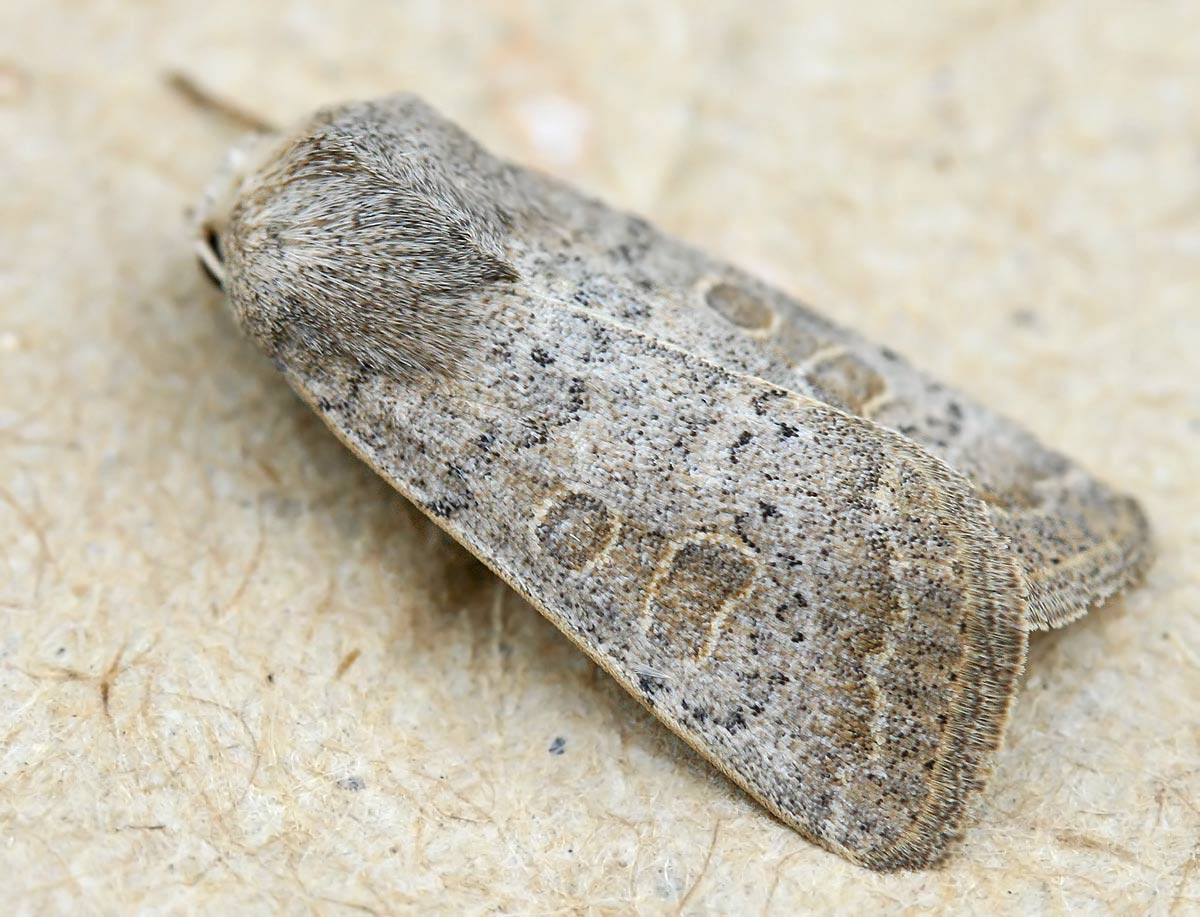
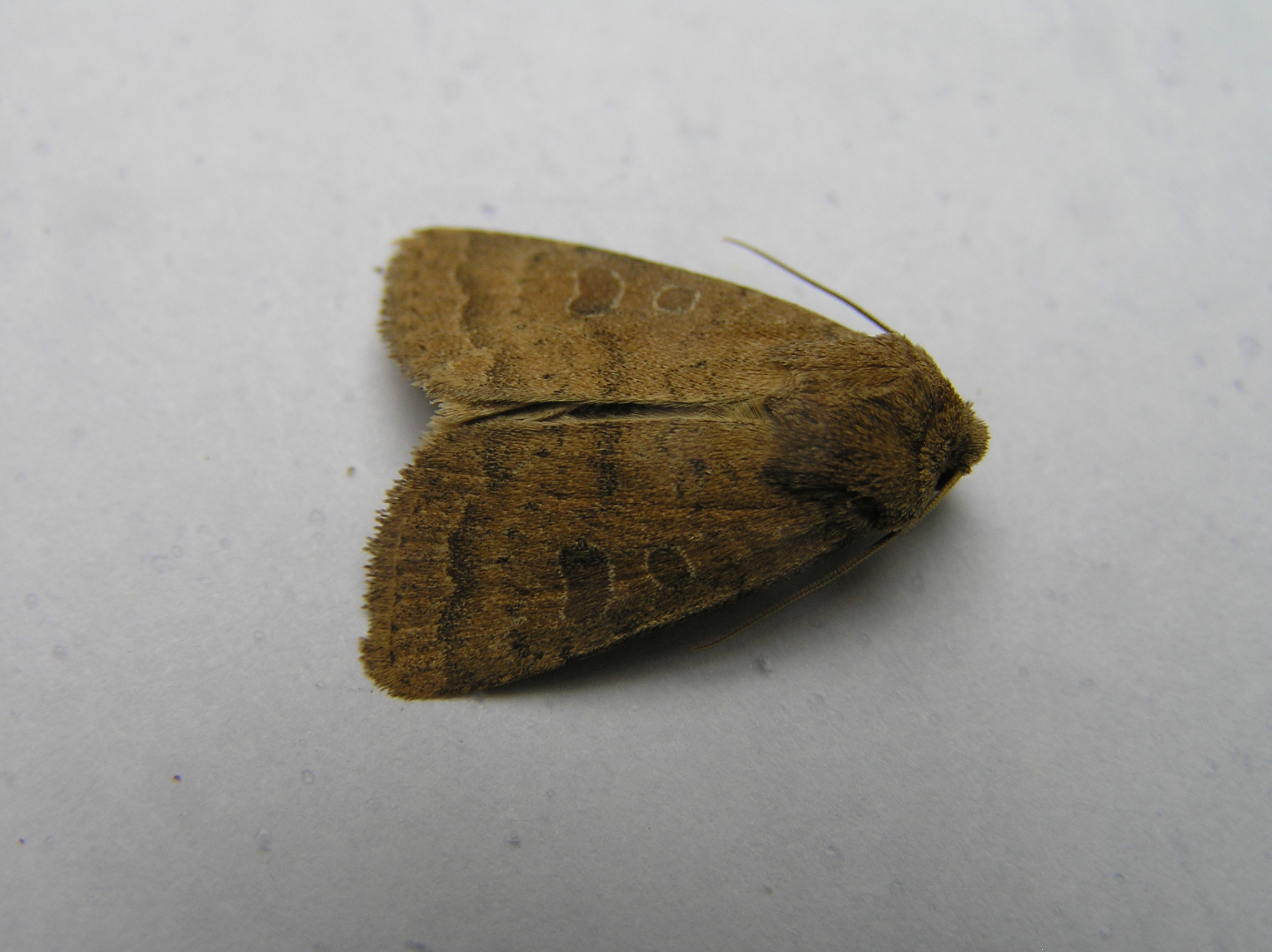